# Ehrenfried Patzel
Ehrenfried Patzel (en checo: Čestmír Patzel; Karbitz, Imperio austrohúngaro, 2 de diciembre de 1914-Büdingen, Alemania, 8 de marzo de 2004) fue un futbolista y árbitro checoalemán. En su etapa como jugador profesional se desempeñaba como guardameta.

## Biografía
Su madre era checa y su padre alemán. Se retiró a los 34 años de edad y posteriormente se desempeñó como árbitro de la Federación Alemana de Fútbol.

## Selección nacional
Fue internacional con la selección de fútbol de Checoslovaquia en 4 ocasiones. Formó parte de la selección subcampeona de la Copa del Mundo de 1934, pese a no haber jugado ningún partido durante el torneo.

### Participaciones en Copas del Mundo
| Mundial                        | Sede   | Resultado  | Partidos | Goles |
| ------------------------------ | ------ | ---------- | -------- | ----- |
| Copa Mundial de Fútbol de 1934 | Italia | Subcampeón | 0        | 0     |

## Clubes
| Club                | País                              | Año       |
| ------------------- | --------------------------------- | --------- |
| Teplitzer FK        | Protectorado de Bohemia y Moravia | 1932-1939 |
| 1. SV Jena          | Alemania nazi                     | 1939-1942 |
| Offenbacher Kickers | Alemania ocupada                  | 1942-1948 |

## Palmarés

### Campeonatos regionales
| Título                         | Club                | País           | Año  |
| ------------------------------ | ------------------- | -------------- | ---- |
| Campeonato DFV (Grupo Bohemia) | Teplitzer FK        | Checoslovaquia | 1938 |
| Gauliga Mitte                  | 1. SV Jena          | Alemania nazi  | 1940 |
| Gauliga Mitte                  | 1. SV Jena          | Alemania nazi  | 1941 |
| Gauliga Hessen-Nassau          | Offenbacher Kickers | Alemania nazi  | 1943 |
| Gauliga Hessen-Nassau          | Offenbacher Kickers | Alemania nazi  | 1944 |